# Albin Gashi
Albin Gashi (25 januari 1997) is een Oostenrijks voetballer die als middenvelder voor FC Admira Wacker Mödling speelt.

## Carrière
Albin Gashi speelde in de jeugd van achtereenvolgens FK Blau-Weiß Hollabrunn, ATSV Hollabrunn, weer FK Blau-Weiß Hollabrunn, Rapid Wien, een derde maal FK Blau-Weiß Hollabrunn en weer Rapid Wien. Bij Rapid Wien speelde hij van 2014 tot 2017 in het tweede elftal, wat in de Regionalliga Ost uitkwam. In het seizoen 2017/18 werd Gashi verhuurd aan Floridsdorfer AC, wat in de Erste Liga speelde. In het seizoen 2018/19 werd hij verhuurd aan FC Den Bosch, waar hij op 24 augustus 2018 in de met 2-3 verloren thuiswedstrijd tegen RKC Waalwijk debuteerde. Hij kwam in de 74e minuut in het veld voor Sven Blummel. Hij speelde tot de winterstop vier wedstrijden voor FC Den Bosch en werd toen teruggestuurd naar Rapid, wat hem enkele dagen later voor de tweede seizoenshelft verhuurde aan SV Horn. In 2019 vertrok hij naar Floridsdorfer AC, waar hij een seizoen speelde. Na een jaar vertrok hij naar het Albanese KF Kukësi. Hier speelde hij anderhalf seizoen, waarna hij weer terugkeerde naar Oostenrijk. Hier speelde hij op het tweede niveau voor SV Horn en FC Admira Wacker Mödling.

### Statistieken
| Seizoen                     | Club                     | Land           | Competitie          | Competitie | Competitie | Beker | Beker | Internationaal | Internationaal | Totaal | Totaal |
| Seizoen                     | Club                     | Land           | Competitie          | Wed.       | Dlp.       | Wed.  | Dlp.  | Wed.           | Dlp.           | Wed.   | Dlp.   |
| --------------------------- | ------------------------ | -------------- | ------------------- | ---------- | ---------- | ----- | ----- | -------------- | -------------- | ------ | ------ |
| 2013/14                     | Rapid Wien II            | Oostenrijk     | Regionalliga Ost    | 4          | 0          | –     | –     | –              | –              | 4      | 0      |
| 2014/15                     | Rapid Wien II            | Oostenrijk     | Regionalliga Ost    | 23         | 3          | –     | –     | –              | –              | 23     | 3      |
| 2015/16                     | Rapid Wien II            | Oostenrijk     | Regionalliga Ost    | 24         | 2          | –     | –     | –              | –              | 24     | 2      |
| 2016/17                     | Rapid Wien II            | Oostenrijk     | Regionalliga Ost    | 24         | 6          | –     | –     | –              | –              | 24     | 6      |
| 2017/18                     | → Floridsdorfer AC       | Oostenrijk     | Erste Liga          | 26         | 2          | 1     | 1     | –              | –              | 27     | 3      |
| 2018/19                     | → FC Den Bosch           | Nederland      | Eerste divisie      | 3          | 0          | 1     | 0     | –              | –              | 4      | 0      |
| 2018/19                     | → SV Horn                | Oostenrijk     | 2. Liga             | 15         | 1          | 0     | 0     | –              | –              | 15     | 1      |
| 2019/20                     | Floridsdorfer AC         | Oostenrijk     | 2. Liga             | 22         | 2          | 1     | 0     | –              | –              | 23     | 2      |
| 2020/21                     | KF Kukësi                | Albanië        | Kategoria Superiore | 27         | 0          | 2     | 0     | 2              | 0              | 31     | 0      |
| 2021/22                     | KF Kukësi                | Albanië        | Kategoria Superiore | 3          | 0          | 3     | 0     | –              | –              | 6      | 0      |
| 2021/22                     | SV Horn                  | Oostenrijk     | 2. Liga             | 13         | 0          | 0     | 0     | –              | –              | 13     | 0      |
| 2022/23                     | SV Horn                  | Oostenrijk     | 2. Liga             | 27         | 5          | 3     | 0     | –              | –              | 30     | 5      |
| 2023/24                     | FC Admira Wacker Mödling | Oostenrijk     | 2. Liga             | 21         | 4          | 1     | 0     | –              | –              | 22     | 4      |
| Carrièretotaal              | Carrièretotaal           | Carrièretotaal | Carrièretotaal      | 232        | 25         | 12    | 1     | 2              | 0              | 246    | 26     |
| Bijgewerkt op 12 april 2024 |                          |                |                     |            |            |       |       |                |                |        |        |